# Золотово (Московская область)
Зо́лотово — деревня в Воскресенском муниципальном районе Московской области. Входит в состав сельского поселения Ашитковское. Население — 1281 чел. (2010).

## География
Деревня Золотово расположена в северной части Воскресенского района, примерно в 13 км к северо-западу от города Воскресенска. Высота над уровнем моря 111 м. В 1 км к западу от деревни протекает река Москва. В деревне 12 улиц, приписано 13 СНТ. Ближайший населённый пункт — посёлок Виноградово.

## Название
Название связано с некалендарным личным именем Золото.

## История
В 1926 году деревня являлась центром Золотовского сельсовета Михалевской волости Бронницкого уезда Московской губернии.
С 1929 года — населённый пункт в составе Ашитковского района Коломенского округа Московской области, с 1930-го, в связи с упразднением округа и переименованием района — в составе Виноградовского района Московской области. В 1957 году, после того как был упразднён Виноградовский район, деревня была передана в Воскресенский район.
До муниципальной реформы 2006 года Золотово входило в состав Виноградовского сельского округа Воскресенского района.

## Население
В 1926 году в деревне проживало 1877 человек (853 мужчины, 1024 женщины), насчитывалось 374 хозяйства, из которых 247 было крестьянских. По переписи 2002 года — 1318 человек (584 мужчины, 734 женщины).
| 1926 | 2002  | 2010  |
| ---- | ----- | ----- |
| 1877 | ↘1318 | ↘1281 |